# ランズダウン侯爵
ランズダウン侯爵（英: Marquess of Lansdowne）は、イギリスの侯爵位。グレートブリテン貴族。
13世紀以来の長い歴史を持つアイルランド貴族ケリー伯爵(ケリー＝リックナウ男爵)フィッツモーリス家の分流で首相を務めた第2代シェルバーン伯ウィリアム・ペティが1784年に叙されたのに始まる。3代侯の代の1818年からはフィッツモーリス家の本家となり、ペティ＝フィッツモーリスと改姓してケリー伯爵位とケリー＝リックナウ男爵位も併せて継承している。

## 歴史

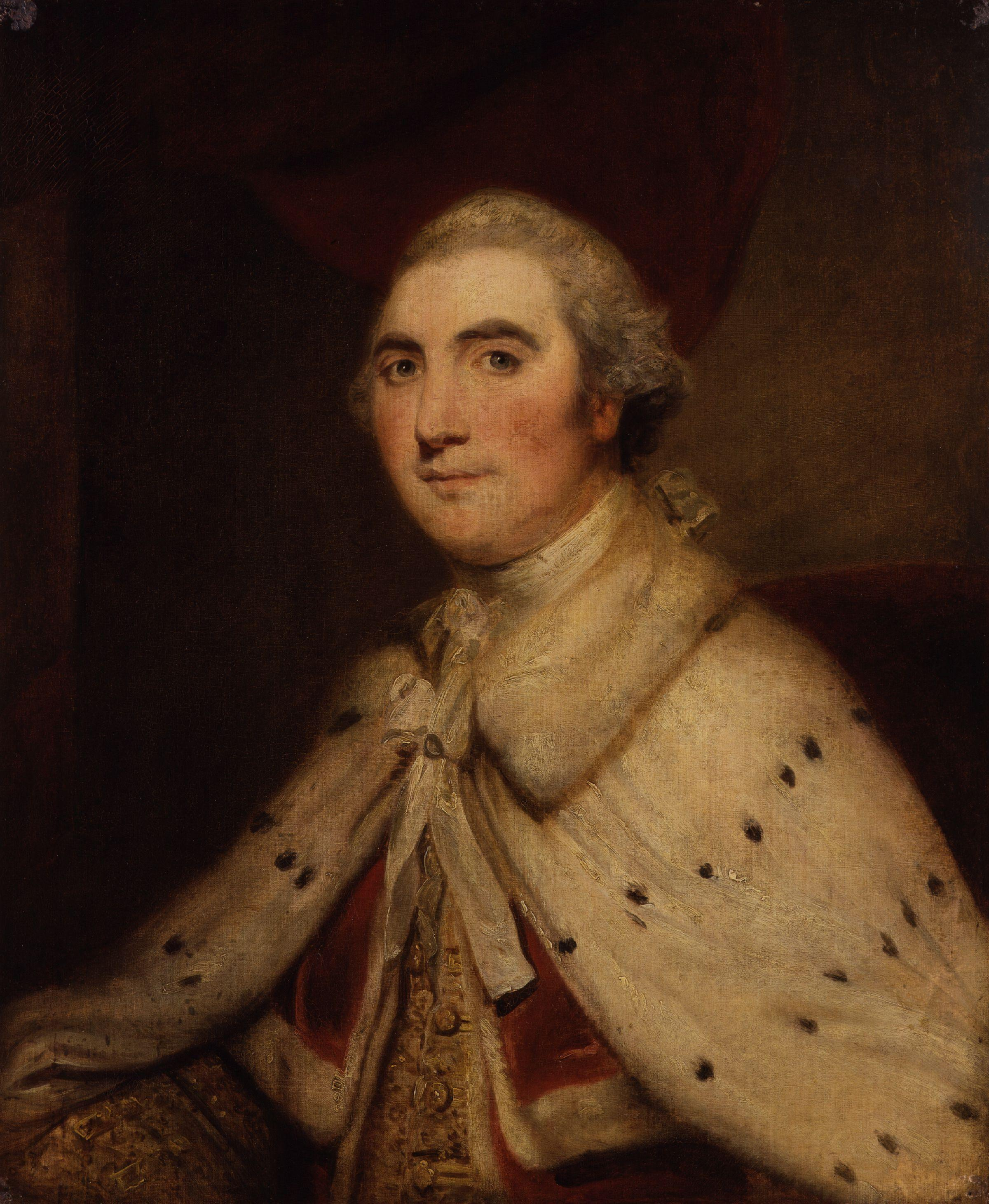
首相を務めた初代ランズダウン侯爵・第2代シェルバーン伯爵ウィリアム・ペティ

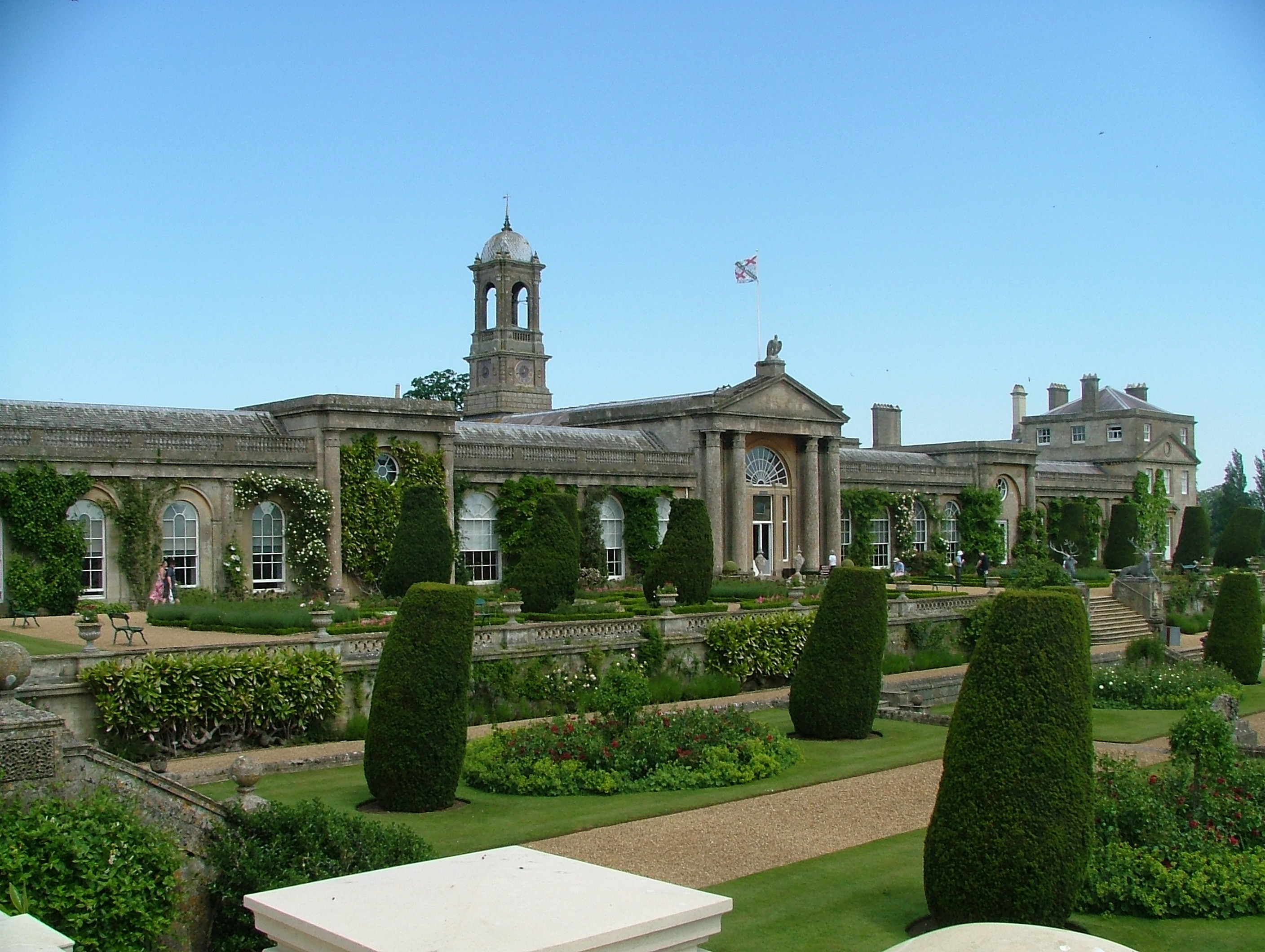
ランズダウン侯爵家本邸バウッド・ハウス

13世紀以来ケリー＝リックナウ男爵位を継承し続けてきたアイルランド貴族フィッツモーリス家の当主初代ケリー伯爵(第21代ケリー＝リックナウ男爵)トマス・フィッツモーリス(1668–1741)とその妻アン・ペティ（経済学者ウィリアム・ペティの娘）の次男ジョン・フィッツモーリス(1706-1761)は、ホイッグ党の庶民院議員を務めた後、1751年に母方の姓ペティに改姓するとともにペティ家に由来する爵位を与えられた。1751年10月7日にはアイルランド貴族フィッツモーリス子爵(Viscount FitzMaurice)とダンケロン男爵(Baron Dunkerron)、1753年6月6日にはアイルランド貴族シェルバーン伯爵(Earl of Shelburne)、1760年5月20日にグレートブリテン貴族バッキンガム州におけるチッピング・ウィコムのウィコム男爵(Baron Wycombe, of Chipping Wycombe in the County of Buckingham)に叙せられた。
その長男で1761年に第2代シェルバーン伯爵を襲爵したウィリアム (1737-1805)は、ホイッグ党の有力政治家となり、1782年から1783年にかけてイギリスの首相を務めている。彼の在任中にアメリカ独立戦争の講和条約パリ条約の締結が行われた。首相退任後の1784年12月6日にはランズダウン侯爵(Marquess of Lansdowne)、バッキンガム州におけるチッピング・ウィコムのウィコム伯爵(Earl Wycombe, of Chipping Wycombe in the County of Buckingham)、キャルネ＝キャルストン子爵(Viscount Calne and Calston)に叙せられた(すべてグレートブリテン貴族)。これがランズダウン侯爵家の創始となる。
初代侯の死後、その長男であるジョン(1765-1809)が2代侯となった。彼は襲爵前の1786年から1802年にかけてホイッグ党の庶民院議員を務めたが、襲爵から4年後の1809年に死去した。
2代侯には子供がなかったので、その弟(初代侯の次男)であるヘンリー (1780-1863)が3代侯を継承した。彼はホイッグ党の穏健派閥の幹部としてホイッグ党、あるいはトーリー党自由主義派の内閣で財務大臣や内務大臣、枢密院議長、貴族院院内総務などの閣僚職を歴任した。また1818年には本家筋にあたる第3代ケリー伯フランシス・トーマス＝フィッツモーリスが男子なく死去したため、第4代ケリー伯爵(Earl of Kerry)と第4代クランモーリス子爵(Viscount Clanmaurice)、第24代ケリー＝リックナウ男爵(Baron of Kerry and Lixnaw)も継承することになった。この際に「ペティ＝フィッツモーリス」に改姓した。
3代侯の死後、その次男(長男は死去)であるヘンリー(1816-1866)が4代侯となった。彼は襲爵前の1837年から庶民院議員を務め、1856年にはいまだ父が存命ながら繰上貴族院召集令状により父の爵位ウィコム男爵位を継承して貴族院議員となった。ホイッグ党(自由党)に所属し、1856年から1858年にかけてホイッグ党政権第一次パーマストン子爵内閣で外務政務次官を務めた。しかし襲爵から3年後の1866年に死去している。
その長男である5代侯ヘンリー (1845-1927)もはじめ自由党の政治家だったが、自由統一党を経て保守党(統一党)へ移籍し、20世紀初頭の保守党政権第3次ソールズベリー侯爵内閣とバルフォア内閣で外務大臣(在職1900-1905)を務め、日英同盟や英仏協商の締結に尽力した。また彼は1895年6月26日に母親の第8代ネアーン女卿エミリー・ド・フラオ―からスコットランド貴族爵位の第9代ネアーン卿(Lord Nairne)を継承している。このエミリーはフランス軍将軍シャルル・ド・フラオー（ナポレオン帝政や復古王政のフランス外相タレーランの息子）の娘であり、母方からスコットランド貴族の第2代ネアーン卿ウィリアム・マレーの血を引いており（第2代ネアーン卿の次男ロバートの次男ウィリアム・マーサーの娘ジェーン・マーサーの娘マーガレット・マーサー・エルフィンストンの娘がエミリー）、そのため1874年8月4日の貴族院決議によって第8代ネアーン女卿に認定されていた女性だった。
5代侯の長男である6代侯ヘンリー(1872-1936)は襲爵前に保守党の庶民院議員を務めた。またアイルランド自由国成立後の1922年には同国の元老院議員となっている。
その長男である7代侯チャールズ(1917-1944)は、第二次世界大戦に従軍したが、子供のないまま戦死した。そのため爵位は7代侯の従兄弟(5代侯の次男チャールズの子)にあたるジョージ(1912-1999)が継承した。しかしこの際に女系継承が可能なネアーン卿位のみは7代侯の姉キャサリン(1912-1995)に継承されており、以降ネアーン卿位はランズダウン侯爵位と分離した。
8代侯の長男である第9代ランズダウン侯爵チャールズ(1941-)が現在の当主である。
本邸はウィルトシャー・キャルネにあるボーウッド・ハウス。一族のモットーは「言葉ではなく勇気を持て(Virtute Non Verbis)」。

## 現当主の全保有爵位
現在の当主である第9代ランズダウン侯爵チャールズ・ペティ＝フィッツモーリスは、以下の爵位を保有している。
- サマセット州における第9代ランズダウン侯爵 (9th Marquess of Lansdowne, in the County of Somerset)
(1784年12月6日の勅許状によるグレートブリテン貴族爵位)
- 第10代ケリー伯爵 (10th Earl of Kerry)
(1722年1月17日の勅許状によるアイルランド貴族爵位。法定推定相続人の儀礼称号)
- ウェックスフォード県における第10代シェルバーン伯爵 (10th Earl of Shelburne, in the County of Wexford)
(1753年6月26日の勅許状によるアイルランド貴族爵位)
- バッキンガム州におけるチッピング・ウィコムの第9代ウィコム伯爵 (9th Earl Wycombe, of Chipping Wycombe in the County of Buckingham)
(1784年12月6日の勅許状によるグレートブリテン貴族)
- 第10代クランモーリス子爵 (10th Viscount Clanmaurice)
(1722年1月17日の勅許状によるアイルランド貴族爵位。法定推定相続人の法定推定相続人の儀礼称号)
- 第10代フィッツモーリス子爵 (10th Viscount Fitzmaurice)
(1751年10月7日の勅許状によるアイルランド貴族爵位)
- 第9代キャルネ＝キャルストン子爵 (9th Viscount Calne and Calston)
(1784年12月6日の勅許状によるグレートブリテン貴族爵位)
- 第30代ケリー＝リックナウ男爵 (30th Baron of Kerry and Lixnaw)
(1223年頃創設アイルランド貴族爵位)
- 第10代ダンケロン男爵 (10th Baron Dunkeron)
(1751年10月7日の勅許状によるアイルランド貴族爵位)
- バッキンガム州におけるチッピング・ウィコムの第10代ウィコム男爵 (10th Baron Wycombe, of Chipping Wycombe in the County of Buckingham)
(1760年5月17日の勅許状によるグレートブリテン貴族)

## 一覧

### シェルバーン伯爵 第2期 （1753年）
| 肖像 | 爵位の代数 名前 （生没年）                                                                 | 受爵期間                     | 続柄               | 役職等                                                     | 他の爵位                                         |
| --- | ------------------------------------------------------------------------------------------ | ---------------------------- | ------------------ | ---------------------------------------------------------- | ------------------------------------------------ |
| | 初代シェルバーン伯爵 ジョン・ペティ（旧姓フィッツモーリス） (John Petty) (1706-1761)       | 1753年6月6日 - 1761年5月14日 | 初代ケリー伯の次男 |                                                            | フィッツモーリス子爵 ダンケロン男爵 ウィコム男爵 |
| | 2代シェルバーン伯爵 ウィリアム・ペティ（旧姓フィッツモーリス） (William Petty) (1737-1805) | 1761年5月14日 - 1805年5月7日 | 先代の長男         | 南部担当国務大臣(1766-1768) 内務大臣(1782) 首相(1782-1783) | フィッツモーリス子爵 ダンケロン男爵 ウィコム男爵 |
| 1784年12月6日にランズダウン侯爵に叙される。以降ランズダウン侯爵位と継承者が同じ。下記のランズダウン侯爵の欄参照。 |                                                                                            |                              |                    |                                                            |                                                  |

### ランズダウン侯爵 （1784年）
| 肖像 | 爵位の代数 名前 （生没年） | 受爵期間                       | 続柄                     | 役職等                                                                              | 他の爵位 |
| ---- | --- | ------------------------------ | ------------------------ | ----------------------------------------------------------------------------------- | --- |
|      | 初代ランズダウン侯爵 ウィリアム・ペティ（旧姓フィッツモーリス） (William Petty) (1737-1805)                                                                            | 1784年12月6日 - 1805年5月7日   | 初代シェルバーン伯の長男 | 南部担当国務大臣(1766-1768) 内務大臣(1782) 首相(1782-1783)                          | シェルバーン伯爵 ウィコム伯爵 フィッツモーリス子爵 キャルネ＝キャルストン子爵 ダンケロン男爵 ウィコム男爵                                                                 |
|      | 2代ランズダウン侯爵 ジョン・ペティ (John Petty) (1765年 - 1809年) | 1805年5月7日 - 1809年11月15日  | 先代の長男               |                                                                                     | シェルバーン伯爵 ウィコム伯爵 フィッツモーリス子爵 キャルネ＝キャルストン子爵 ダンケロン男爵 ウィコム男爵                                                                 |
|      | 3代ランズダウン侯爵 ヘンリー・ペティ＝フィッツモーリス(旧姓ペティ) (Henry Petty-Fitzmaurice) (1780年-1863年)                                                           | 1809年11月15日 - 1863年1月31日 | 先代の弟                 | 財務大臣(1806-1807) 内務大臣(1827-1828) 枢密院議長(1830-1834、1835-1841、1846-1852) | ケリー伯爵 シェルバーン伯爵 ウィコム伯爵 クランモーリス子爵 フィッツモーリス子爵 キャルネ＝キャルストン子爵 ケリー＝リックナウ男爵 ダンケロン男爵 ウィコム男爵            |
|      | 4代ランズダウン侯爵 ヘンリー・トマス・ペティ＝フィッツモーリス (Henry Thomas Petty-Fitzmaurice) (1816年 - 1866年)                                                      | 1863年1月31日 - 1866年7月5日   | 先代の次男               | 外務政務次官(1856-1858)                                                             | ケリー伯爵 シェルバーン伯爵 ウィコム伯爵 クランモーリス子爵 フィッツモーリス子爵 キャルネ＝キャルストン子爵 ケリー＝リックナウ男爵 ダンケロン男爵 ウィコム男爵            |
|      | 5代ランズダウン侯爵 ヘンリー・チャールズ・キース・ペティ＝フィッツモーリス (Henry Charles Keith Petty-FitzMaurice) (1845年 - 1927年)                                   | 1866年7月5日 - 1927年6月3日    | 先代の長男               | カナダ総督(1883-1888) インド総督(1888-1894) 陸軍大臣(1895-1900) 外務大臣(1900-1905) | ケリー伯爵 シェルバーン伯爵 ウィコム伯爵 クランモーリス子爵 フィッツモーリス子爵 キャルネ＝キャルストン子爵 ネアーン卿 ケリー＝リックナウ男爵 ダンケロン男爵 ウィコム男爵 |
|      | 6代ランズダウン侯爵 ヘンリー・ウィリアム・エドムンド・ペティ＝フィッツモーリス (Henry William Edmund Petty-Fitzmaurice) (1872年 - 1936年)                              | 1927年6月3日 - 1936年3月5日    | 先代の長男               | アイルランド自由国元老院議員                                                        | ケリー伯爵 シェルバーン伯爵 ウィコム伯爵 クランモーリス子爵 フィッツモーリス子爵 キャルネ＝キャルストン子爵 ネアーン卿 ケリー＝リックナウ男爵 ダンケロン男爵 ウィコム男爵 |
|      | 7代ランズダウン侯爵 チャールズ・ホープ・ペティ＝フィッツモーリス (Charles Hope Petty-Fitzmaurice) (1917年 - 1944年)                                                    | 1936年3月5日 - 1944年8月30日   | 先代の長男               | 第二次世界大戦で戦死                                                                | ケリー伯爵 シェルバーン伯爵 ウィコム伯爵 クランモーリス子爵 フィッツモーリス子爵 キャルネ＝キャルストン子爵 ネアーン卿 ケリー＝リックナウ男爵 ダンケロン男爵 ウィコム男爵 |
|      | 8代ランズダウン侯爵 ジョージ・ジョン・チャールズ・マーサー・ネアーン・ペティ＝フィッツモーリス (George John Charles Mercer Nairne Petty-Fitzmaurice) (1912年 - 1999年) | 1944年8月30日 - 1999年8月25日  | 先代の従兄弟             |                                                                                     | ケリー伯爵 シェルバーン伯爵 ウィコム伯爵 クランモーリス子爵 フィッツモーリス子爵 キャルネ＝キャルストン子爵 ケリー＝リックナウ男爵 ダンケロン男爵 ウィコム男爵            |
|      | 9代ランズダウン侯爵 チャールズ・モーリス・ペティ＝フィッツモーリス (Charles Maurice Petty-Fitzmaurice) (1941年 - )                                                     | 1999年8月25日 - 受爵中         | 先代の長男               |                                                                                     | ケリー伯爵 シェルバーン伯爵 ウィコム伯爵 クランモーリス子爵 フィッツモーリス子爵 キャルネ＝キャルストン子爵 ケリー＝リックナウ男爵 ダンケロン男爵 ウィコム男爵            |
|      | ケリー伯爵(儀礼称号) サイモン・ヘンリー・ジョージ・ペティ＝フィッツモーリス (Simon Henry George Petty-Fitzmaurice) (1970年 - )                                         | 法定推定相続人                 | 現当主の長男             |                                                                                     | 無し |

## 系図
| ケリー＝リックナウ男爵 フィッツモーリス家から                                                                           | | | | | |  |  | | | | | | |  |  | | | | | | |                          |  |  |  |  |  |  |  |  |  |  |  |  |  |  |  |  |  |
| | | | | | |  |  | | | | | | |  |  | | | | | | |                          |  |  |  |  |  |  |  |  |  |  |  |  |  |  |  |  |  |
| 20代ケリー＝リックナウ男爵 ウィリアム・フィッツモーリス (1633-1697)                                                     | 20代ケリー＝リックナウ男爵 ウィリアム・フィッツモーリス (1633-1697)                                                     | 20代ケリー＝リックナウ男爵 ウィリアム・フィッツモーリス (1633-1697)                                                     | 20代ケリー＝リックナウ男爵 ウィリアム・フィッツモーリス (1633-1697)                                                     | 20代ケリー＝リックナウ男爵 ウィリアム・フィッツモーリス (1633-1697)                                                     | 20代ケリー＝リックナウ男爵 ウィリアム・フィッツモーリス (1633-1697)                                                     |  |  | ウィリアム・ペティ (1623-1687) | ウィリアム・ペティ (1623-1687) | ウィリアム・ペティ (1623-1687) | ウィリアム・ペティ (1623-1687) | ウィリアム・ペティ (1623-1687) | ウィリアム・ペティ (1623-1687) |  |  | | | | | | |                          |  |  |  |  |  |  |  |  |  |  |  |  |  |  |  |  |  |
| 20代ケリー＝リックナウ男爵 ウィリアム・フィッツモーリス (1633-1697)                                                     | 20代ケリー＝リックナウ男爵 ウィリアム・フィッツモーリス (1633-1697)                                                     | 20代ケリー＝リックナウ男爵 ウィリアム・フィッツモーリス (1633-1697)                                                     | 20代ケリー＝リックナウ男爵 ウィリアム・フィッツモーリス (1633-1697)                                                     | 20代ケリー＝リックナウ男爵 ウィリアム・フィッツモーリス (1633-1697)                                                     | 20代ケリー＝リックナウ男爵 ウィリアム・フィッツモーリス (1633-1697)                                                     |  |  | ウィリアム・ペティ (1623-1687) | ウィリアム・ペティ (1623-1687) | ウィリアム・ペティ (1623-1687) | ウィリアム・ペティ (1623-1687) | ウィリアム・ペティ (1623-1687) | ウィリアム・ペティ (1623-1687) |  |  | | | | | | |                          |  |  |  |  |  |  |  |  |  |  |  |  |  |  |  |  |  |
| 1723年ケリー伯 | | | | | |  |  | | | | | | |  |  | | | | | | |                          |  |  |  |  |  |  |  |  |  |  |  |  |  |  |  |  |  |
| 初代ケリー伯 21代ケリー＝リックナウ男爵 トマス・フィッツモーリス (1668-1741)                                            | 初代ケリー伯 21代ケリー＝リックナウ男爵 トマス・フィッツモーリス (1668-1741)                                            | 初代ケリー伯 21代ケリー＝リックナウ男爵 トマス・フィッツモーリス (1668-1741)                                            | 初代ケリー伯 21代ケリー＝リックナウ男爵 トマス・フィッツモーリス (1668-1741)                                            | 初代ケリー伯 21代ケリー＝リックナウ男爵 トマス・フィッツモーリス (1668-1741)                                            | 初代ケリー伯 21代ケリー＝リックナウ男爵 トマス・フィッツモーリス (1668-1741)                                            |  |  | アン・ペティ (-1737) | アン・ペティ (-1737) | アン・ペティ (-1737) | アン・ペティ (-1737) | アン・ペティ (-1737) | アン・ペティ (-1737) |  |  | | | | | | |                          |  |  |  |  |  |  |  |  |  |  |  |  |  |  |  |  |  |
| 初代ケリー伯 21代ケリー＝リックナウ男爵 トマス・フィッツモーリス (1668-1741)                                            | 初代ケリー伯 21代ケリー＝リックナウ男爵 トマス・フィッツモーリス (1668-1741)                                            | 初代ケリー伯 21代ケリー＝リックナウ男爵 トマス・フィッツモーリス (1668-1741)                                            | 初代ケリー伯 21代ケリー＝リックナウ男爵 トマス・フィッツモーリス (1668-1741)                                            | 初代ケリー伯 21代ケリー＝リックナウ男爵 トマス・フィッツモーリス (1668-1741)                                            | 初代ケリー伯 21代ケリー＝リックナウ男爵 トマス・フィッツモーリス (1668-1741)                                            |  |  | アン・ペティ (-1737) | アン・ペティ (-1737) | アン・ペティ (-1737) | アン・ペティ (-1737) | アン・ペティ (-1737) | アン・ペティ (-1737) |  |  | | | | | | |                          |  |  |  |  |  |  |  |  |  |  |  |  |  |  |  |  |  |
| | | | | | |  |  | | | | | | |  |  | | | | | | |                          |  |  |  |  |  |  |  |  |  |  |  |  |  |  |  |  |  |
| | | | | | |  |  | | | | | | |  |  | | | | | | |                          |  |  |  |  |  |  |  |  |  |  |  |  |  |  |  |  |  |
| | | | | | |  |  | | | | | | |  |  | | | | | | |                          |  |  |  |  |  |  |  |  |  |  |  |  |  |  |  |  |  |
| | | | | | |  |  | 1751年シェルバーン伯(第2期) | | | | | |  |  | | | | | | |                          |  |  |  |  |  |  |  |  |  |  |  |  |  |  |  |  |  |
| 2代ケリー伯 22代ケリー＝リックナウ男爵 ウィリアム・フィッツモーリス (1694-1747)                                         | 2代ケリー伯 22代ケリー＝リックナウ男爵 ウィリアム・フィッツモーリス (1694-1747)                                         | 2代ケリー伯 22代ケリー＝リックナウ男爵 ウィリアム・フィッツモーリス (1694-1747)                                         | 2代ケリー伯 22代ケリー＝リックナウ男爵 ウィリアム・フィッツモーリス (1694-1747)                                         | 2代ケリー伯 22代ケリー＝リックナウ男爵 ウィリアム・フィッツモーリス (1694-1747)                                         | 2代ケリー伯 22代ケリー＝リックナウ男爵 ウィリアム・フィッツモーリス (1694-1747)                                         |  |  | 初代シェルバーン伯 ジョン・ペティ (旧姓フィッツモーリス) (1706-1761)                                                                       | 初代シェルバーン伯 ジョン・ペティ (旧姓フィッツモーリス) (1706-1761)                                                                       | 初代シェルバーン伯 ジョン・ペティ (旧姓フィッツモーリス) (1706-1761)                                                                       | 初代シェルバーン伯 ジョン・ペティ (旧姓フィッツモーリス) (1706-1761)                                                                       | 初代シェルバーン伯 ジョン・ペティ (旧姓フィッツモーリス) (1706-1761)                                                                       | 初代シェルバーン伯 ジョン・ペティ (旧姓フィッツモーリス) (1706-1761)                                                                       |  |  | | | | | | |                          |  |  |  |  |  |  |  |  |  |  |  |  |  |  |  |  |  |
| 2代ケリー伯 22代ケリー＝リックナウ男爵 ウィリアム・フィッツモーリス (1694-1747)                                         | 2代ケリー伯 22代ケリー＝リックナウ男爵 ウィリアム・フィッツモーリス (1694-1747)                                         | 2代ケリー伯 22代ケリー＝リックナウ男爵 ウィリアム・フィッツモーリス (1694-1747)                                         | 2代ケリー伯 22代ケリー＝リックナウ男爵 ウィリアム・フィッツモーリス (1694-1747)                                         | 2代ケリー伯 22代ケリー＝リックナウ男爵 ウィリアム・フィッツモーリス (1694-1747)                                         | 2代ケリー伯 22代ケリー＝リックナウ男爵 ウィリアム・フィッツモーリス (1694-1747)                                         |  |  | 初代シェルバーン伯 ジョン・ペティ (旧姓フィッツモーリス) (1706-1761)                                                                       | 初代シェルバーン伯 ジョン・ペティ (旧姓フィッツモーリス) (1706-1761)                                                                       | 初代シェルバーン伯 ジョン・ペティ (旧姓フィッツモーリス) (1706-1761)                                                                       | 初代シェルバーン伯 ジョン・ペティ (旧姓フィッツモーリス) (1706-1761)                                                                       | 初代シェルバーン伯 ジョン・ペティ (旧姓フィッツモーリス) (1706-1761)                                                                       | 初代シェルバーン伯 ジョン・ペティ (旧姓フィッツモーリス) (1706-1761)                                                                       |  |  | | | | | | |                          |  |  |  |  |  |  |  |  |  |  |  |  |  |  |  |  |  |
| | | | | | |  |  | 1784年ランズダウン侯 | | | | | |  |  | | | | | | |                          |  |  |  |  |  |  |  |  |  |  |  |  |  |  |  |  |  |
| 3代ケリー伯 23代ケリー＝リックナウ男爵 フランシス・トマス＝フィッツモーリス (1740-1818)                                 | 3代ケリー伯 23代ケリー＝リックナウ男爵 フランシス・トマス＝フィッツモーリス (1740-1818)                                 | 3代ケリー伯 23代ケリー＝リックナウ男爵 フランシス・トマス＝フィッツモーリス (1740-1818)                                 | 3代ケリー伯 23代ケリー＝リックナウ男爵 フランシス・トマス＝フィッツモーリス (1740-1818)                                 | 3代ケリー伯 23代ケリー＝リックナウ男爵 フランシス・トマス＝フィッツモーリス (1740-1818)                                 | 3代ケリー伯 23代ケリー＝リックナウ男爵 フランシス・トマス＝フィッツモーリス (1740-1818)                                 |  |  | 初代ランズダウン侯 2代シェルバーン伯 ウィリアム・ペティ (旧姓フィッツモーリス) (1737-1805)                                                 | 初代ランズダウン侯 2代シェルバーン伯 ウィリアム・ペティ (旧姓フィッツモーリス) (1737-1805)                                                 | 初代ランズダウン侯 2代シェルバーン伯 ウィリアム・ペティ (旧姓フィッツモーリス) (1737-1805)                                                 | 初代ランズダウン侯 2代シェルバーン伯 ウィリアム・ペティ (旧姓フィッツモーリス) (1737-1805)                                                 | 初代ランズダウン侯 2代シェルバーン伯 ウィリアム・ペティ (旧姓フィッツモーリス) (1737-1805)                                                 | 初代ランズダウン侯 2代シェルバーン伯 ウィリアム・ペティ (旧姓フィッツモーリス) (1737-1805)                                                 |  |  | タレーラン (1754-1838) | タレーラン (1754-1838) | タレーラン (1754-1838) | タレーラン (1754-1838) | タレーラン (1754-1838) | タレーラン (1754-1838) |                          |  |  |  |  |  |  |  |  |  |  |  |  |  |  |  |  |  |
| 3代ケリー伯 23代ケリー＝リックナウ男爵 フランシス・トマス＝フィッツモーリス (1740-1818)                                 | 3代ケリー伯 23代ケリー＝リックナウ男爵 フランシス・トマス＝フィッツモーリス (1740-1818)                                 | 3代ケリー伯 23代ケリー＝リックナウ男爵 フランシス・トマス＝フィッツモーリス (1740-1818)                                 | 3代ケリー伯 23代ケリー＝リックナウ男爵 フランシス・トマス＝フィッツモーリス (1740-1818)                                 | 3代ケリー伯 23代ケリー＝リックナウ男爵 フランシス・トマス＝フィッツモーリス (1740-1818)                                 | 3代ケリー伯 23代ケリー＝リックナウ男爵 フランシス・トマス＝フィッツモーリス (1740-1818)                                 |  |  | 初代ランズダウン侯 2代シェルバーン伯 ウィリアム・ペティ (旧姓フィッツモーリス) (1737-1805)                                                 | 初代ランズダウン侯 2代シェルバーン伯 ウィリアム・ペティ (旧姓フィッツモーリス) (1737-1805)                                                 | 初代ランズダウン侯 2代シェルバーン伯 ウィリアム・ペティ (旧姓フィッツモーリス) (1737-1805)                                                 | 初代ランズダウン侯 2代シェルバーン伯 ウィリアム・ペティ (旧姓フィッツモーリス) (1737-1805)                                                 | 初代ランズダウン侯 2代シェルバーン伯 ウィリアム・ペティ (旧姓フィッツモーリス) (1737-1805)                                                 | 初代ランズダウン侯 2代シェルバーン伯 ウィリアム・ペティ (旧姓フィッツモーリス) (1737-1805)                                                 |  |  | タレーラン (1754-1838) | タレーラン (1754-1838) | タレーラン (1754-1838) | タレーラン (1754-1838) | タレーラン (1754-1838) | タレーラン (1754-1838) |                          |  |  |  |  |  |  |  |  |  |  |  |  |  |  |  |  |  |
| | | | | | |  |  | | | | | | |  |  | | | | | | |                          |  |  |  |  |  |  |  |  |  |  |  |  |  |  |  |  |  |
| | | | | | |  |  | | | | | | |  |  | | | | | | |                          |  |  |  |  |  |  |  |  |  |  |  |  |  |  |  |  |  |
| 2代ランズダウン侯 3代シェルバーン伯 ジョン・ペティ (1765-1809)                                                          | 2代ランズダウン侯 3代シェルバーン伯 ジョン・ペティ (1765-1809)                                                          | 2代ランズダウン侯 3代シェルバーン伯 ジョン・ペティ (1765-1809)                                                          | 2代ランズダウン侯 3代シェルバーン伯 ジョン・ペティ (1765-1809)                                                          | 2代ランズダウン侯 3代シェルバーン伯 ジョン・ペティ (1765-1809)                                                          | 2代ランズダウン侯 3代シェルバーン伯 ジョン・ペティ (1765-1809)                                                          |  |  | 3代ランズダウン侯 4代ケリー伯 4代シェルバーン伯 24代ケリー＝リックナウ男爵 ヘンリー・ペティ＝フィッツモーリス (旧姓ペティ) (1780-1863)     | 3代ランズダウン侯 4代ケリー伯 4代シェルバーン伯 24代ケリー＝リックナウ男爵 ヘンリー・ペティ＝フィッツモーリス (旧姓ペティ) (1780-1863)     | 3代ランズダウン侯 4代ケリー伯 4代シェルバーン伯 24代ケリー＝リックナウ男爵 ヘンリー・ペティ＝フィッツモーリス (旧姓ペティ) (1780-1863)     | 3代ランズダウン侯 4代ケリー伯 4代シェルバーン伯 24代ケリー＝リックナウ男爵 ヘンリー・ペティ＝フィッツモーリス (旧姓ペティ) (1780-1863)     | 3代ランズダウン侯 4代ケリー伯 4代シェルバーン伯 24代ケリー＝リックナウ男爵 ヘンリー・ペティ＝フィッツモーリス (旧姓ペティ) (1780-1863)     | 3代ランズダウン侯 4代ケリー伯 4代シェルバーン伯 24代ケリー＝リックナウ男爵 ヘンリー・ペティ＝フィッツモーリス (旧姓ペティ) (1780-1863)     |  |  | シャルル・ド・フラオー (1785-1870) m.7代ネアーン女卿 マーガレット・エルフィンストン                                       | シャルル・ド・フラオー (1785-1870) m.7代ネアーン女卿 マーガレット・エルフィンストン                                       | シャルル・ド・フラオー (1785-1870) m.7代ネアーン女卿 マーガレット・エルフィンストン                                       | シャルル・ド・フラオー (1785-1870) m.7代ネアーン女卿 マーガレット・エルフィンストン                                       | シャルル・ド・フラオー (1785-1870) m.7代ネアーン女卿 マーガレット・エルフィンストン                                       | シャルル・ド・フラオー (1785-1870) m.7代ネアーン女卿 マーガレット・エルフィンストン                                       |                          |  |  |  |  |  |  |  |  |  |  |  |  |  |  |  |  |  |
| 2代ランズダウン侯 3代シェルバーン伯 ジョン・ペティ (1765-1809)                                                          | 2代ランズダウン侯 3代シェルバーン伯 ジョン・ペティ (1765-1809)                                                          | 2代ランズダウン侯 3代シェルバーン伯 ジョン・ペティ (1765-1809)                                                          | 2代ランズダウン侯 3代シェルバーン伯 ジョン・ペティ (1765-1809)                                                          | 2代ランズダウン侯 3代シェルバーン伯 ジョン・ペティ (1765-1809)                                                          | 2代ランズダウン侯 3代シェルバーン伯 ジョン・ペティ (1765-1809)                                                          |  |  | 3代ランズダウン侯 4代ケリー伯 4代シェルバーン伯 24代ケリー＝リックナウ男爵 ヘンリー・ペティ＝フィッツモーリス (旧姓ペティ) (1780-1863)     | 3代ランズダウン侯 4代ケリー伯 4代シェルバーン伯 24代ケリー＝リックナウ男爵 ヘンリー・ペティ＝フィッツモーリス (旧姓ペティ) (1780-1863)     | 3代ランズダウン侯 4代ケリー伯 4代シェルバーン伯 24代ケリー＝リックナウ男爵 ヘンリー・ペティ＝フィッツモーリス (旧姓ペティ) (1780-1863)     | 3代ランズダウン侯 4代ケリー伯 4代シェルバーン伯 24代ケリー＝リックナウ男爵 ヘンリー・ペティ＝フィッツモーリス (旧姓ペティ) (1780-1863)     | 3代ランズダウン侯 4代ケリー伯 4代シェルバーン伯 24代ケリー＝リックナウ男爵 ヘンリー・ペティ＝フィッツモーリス (旧姓ペティ) (1780-1863)     | 3代ランズダウン侯 4代ケリー伯 4代シェルバーン伯 24代ケリー＝リックナウ男爵 ヘンリー・ペティ＝フィッツモーリス (旧姓ペティ) (1780-1863)     |  |  | シャルル・ド・フラオー (1785-1870) m.7代ネアーン女卿 マーガレット・エルフィンストン                                       | シャルル・ド・フラオー (1785-1870) m.7代ネアーン女卿 マーガレット・エルフィンストン                                       | シャルル・ド・フラオー (1785-1870) m.7代ネアーン女卿 マーガレット・エルフィンストン                                       | シャルル・ド・フラオー (1785-1870) m.7代ネアーン女卿 マーガレット・エルフィンストン                                       | シャルル・ド・フラオー (1785-1870) m.7代ネアーン女卿 マーガレット・エルフィンストン                                       | シャルル・ド・フラオー (1785-1870) m.7代ネアーン女卿 マーガレット・エルフィンストン                                       |                          |  |  |  |  |  |  |  |  |  |  |  |  |  |  |  |  |  |
| | | | | | |  |  | | | | | | |  |  | | | | | | |                          |  |  |  |  |  |  |  |  |  |  |  |  |  |  |  |  |  |
| | | | | | |  |  | | | | | | |  |  | | | | | | |                          |  |  |  |  |  |  |  |  |  |  |  |  |  |  |  |  |  |
| ケリー伯(儀礼称号) ウィリアム・ペティ＝フィッツモーリス (1811-1836)                                                     | ケリー伯(儀礼称号) ウィリアム・ペティ＝フィッツモーリス (1811-1836)                                                     | ケリー伯(儀礼称号) ウィリアム・ペティ＝フィッツモーリス (1811-1836)                                                     | ケリー伯(儀礼称号) ウィリアム・ペティ＝フィッツモーリス (1811-1836)                                                     | ケリー伯(儀礼称号) ウィリアム・ペティ＝フィッツモーリス (1811-1836)                                                     | ケリー伯(儀礼称号) ウィリアム・ペティ＝フィッツモーリス (1811-1836)                                                     |  |  | 4代ランズダウン侯 5代ケリー伯 5代シェルバーン伯 25代ケリー＝リックナウ男爵 ヘンリー・ペティ＝フィッツモーリス (1816-1866)                  | 4代ランズダウン侯 5代ケリー伯 5代シェルバーン伯 25代ケリー＝リックナウ男爵 ヘンリー・ペティ＝フィッツモーリス (1816-1866)                  | 4代ランズダウン侯 5代ケリー伯 5代シェルバーン伯 25代ケリー＝リックナウ男爵 ヘンリー・ペティ＝フィッツモーリス (1816-1866)                  | 4代ランズダウン侯 5代ケリー伯 5代シェルバーン伯 25代ケリー＝リックナウ男爵 ヘンリー・ペティ＝フィッツモーリス (1816-1866)                  | 4代ランズダウン侯 5代ケリー伯 5代シェルバーン伯 25代ケリー＝リックナウ男爵 ヘンリー・ペティ＝フィッツモーリス (1816-1866)                  | 4代ランズダウン侯 5代ケリー伯 5代シェルバーン伯 25代ケリー＝リックナウ男爵 ヘンリー・ペティ＝フィッツモーリス (1816-1866)                  |  |  | 8代ネアーン女卿 エミリー・ペティ＝フィッツモーリス (旧姓ド・フラオー) (1819-1895)                                         | 8代ネアーン女卿 エミリー・ペティ＝フィッツモーリス (旧姓ド・フラオー) (1819-1895)                                         | 8代ネアーン女卿 エミリー・ペティ＝フィッツモーリス (旧姓ド・フラオー) (1819-1895)                                         | 8代ネアーン女卿 エミリー・ペティ＝フィッツモーリス (旧姓ド・フラオー) (1819-1895)                                         | 8代ネアーン女卿 エミリー・ペティ＝フィッツモーリス (旧姓ド・フラオー) (1819-1895)                                         | 8代ネアーン女卿 エミリー・ペティ＝フィッツモーリス (旧姓ド・フラオー) (1819-1895)                                         |                          |  |  |  |  |  |  |  |  |  |  |  |  |  |  |  |  |  |
| ケリー伯(儀礼称号) ウィリアム・ペティ＝フィッツモーリス (1811-1836)                                                     | ケリー伯(儀礼称号) ウィリアム・ペティ＝フィッツモーリス (1811-1836)                                                     | ケリー伯(儀礼称号) ウィリアム・ペティ＝フィッツモーリス (1811-1836)                                                     | ケリー伯(儀礼称号) ウィリアム・ペティ＝フィッツモーリス (1811-1836)                                                     | ケリー伯(儀礼称号) ウィリアム・ペティ＝フィッツモーリス (1811-1836)                                                     | ケリー伯(儀礼称号) ウィリアム・ペティ＝フィッツモーリス (1811-1836)                                                     |  |  | 4代ランズダウン侯 5代ケリー伯 5代シェルバーン伯 25代ケリー＝リックナウ男爵 ヘンリー・ペティ＝フィッツモーリス (1816-1866)                  | 4代ランズダウン侯 5代ケリー伯 5代シェルバーン伯 25代ケリー＝リックナウ男爵 ヘンリー・ペティ＝フィッツモーリス (1816-1866)                  | 4代ランズダウン侯 5代ケリー伯 5代シェルバーン伯 25代ケリー＝リックナウ男爵 ヘンリー・ペティ＝フィッツモーリス (1816-1866)                  | 4代ランズダウン侯 5代ケリー伯 5代シェルバーン伯 25代ケリー＝リックナウ男爵 ヘンリー・ペティ＝フィッツモーリス (1816-1866)                  | 4代ランズダウン侯 5代ケリー伯 5代シェルバーン伯 25代ケリー＝リックナウ男爵 ヘンリー・ペティ＝フィッツモーリス (1816-1866)                  | 4代ランズダウン侯 5代ケリー伯 5代シェルバーン伯 25代ケリー＝リックナウ男爵 ヘンリー・ペティ＝フィッツモーリス (1816-1866)                  |  |  | 8代ネアーン女卿 エミリー・ペティ＝フィッツモーリス (旧姓ド・フラオー) (1819-1895)                                         | 8代ネアーン女卿 エミリー・ペティ＝フィッツモーリス (旧姓ド・フラオー) (1819-1895)                                         | 8代ネアーン女卿 エミリー・ペティ＝フィッツモーリス (旧姓ド・フラオー) (1819-1895)                                         | 8代ネアーン女卿 エミリー・ペティ＝フィッツモーリス (旧姓ド・フラオー) (1819-1895)                                         | 8代ネアーン女卿 エミリー・ペティ＝フィッツモーリス (旧姓ド・フラオー) (1819-1895)                                         | 8代ネアーン女卿 エミリー・ペティ＝フィッツモーリス (旧姓ド・フラオー) (1819-1895)                                         |                          |  |  |  |  |  |  |  |  |  |  |  |  |  |  |  |  |  |
| | | | | | |  |  | | | | | | |  |  | | | | | | |                          |  |  |  |  |  |  |  |  |  |  |  |  |  |  |  |  |  |
| | | | | | |  |  | | | | | | |  |  | | | | | | |                          |  |  |  |  |  |  |  |  |  |  |  |  |  |  |  |  |  |
| | | | | | |  |  | | | | | | |  |  | | | | | | |                          |  |  |  |  |  |  |  |  |  |  |  |  |  |  |  |  |  |
| | | | | | |  |  | | | | | | |  |  | 1906年フィッツモーリス男爵                                                                                                | | | | | |                          |  |  |  |  |  |  |  |  |  |  |  |  |  |  |  |  |  |
| | | | | | |  |  | 5代ランズダウン侯 6代ケリー伯 6代シェルバーン伯 9代ネアーン卿 26代ケリー＝リックナウ男爵 ヘンリー・ペティ＝フィッツモーリス (1845-1927)    | 5代ランズダウン侯 6代ケリー伯 6代シェルバーン伯 9代ネアーン卿 26代ケリー＝リックナウ男爵 ヘンリー・ペティ＝フィッツモーリス (1845-1927)    | 5代ランズダウン侯 6代ケリー伯 6代シェルバーン伯 9代ネアーン卿 26代ケリー＝リックナウ男爵 ヘンリー・ペティ＝フィッツモーリス (1845-1927)    | 5代ランズダウン侯 6代ケリー伯 6代シェルバーン伯 9代ネアーン卿 26代ケリー＝リックナウ男爵 ヘンリー・ペティ＝フィッツモーリス (1845-1927)    | 5代ランズダウン侯 6代ケリー伯 6代シェルバーン伯 9代ネアーン卿 26代ケリー＝リックナウ男爵 ヘンリー・ペティ＝フィッツモーリス (1845-1927)    | 5代ランズダウン侯 6代ケリー伯 6代シェルバーン伯 9代ネアーン卿 26代ケリー＝リックナウ男爵 ヘンリー・ペティ＝フィッツモーリス (1845-1927)    |  |  | 初代フィッツモーリス男爵 エドモンド・ペティ＝フィッツモーリス (1846-1935)                                                 | 初代フィッツモーリス男爵 エドモンド・ペティ＝フィッツモーリス (1846-1935)                                                 | 初代フィッツモーリス男爵 エドモンド・ペティ＝フィッツモーリス (1846-1935)                                                 | 初代フィッツモーリス男爵 エドモンド・ペティ＝フィッツモーリス (1846-1935)                                                 | 初代フィッツモーリス男爵 エドモンド・ペティ＝フィッツモーリス (1846-1935)                                                 | 初代フィッツモーリス男爵 エドモンド・ペティ＝フィッツモーリス (1846-1935)                                                 |                          |  |  |  |  |  |  |  |  |  |  |  |  |  |  |  |  |  |
| | | | | | |  |  | 5代ランズダウン侯 6代ケリー伯 6代シェルバーン伯 9代ネアーン卿 26代ケリー＝リックナウ男爵 ヘンリー・ペティ＝フィッツモーリス (1845-1927)    | 5代ランズダウン侯 6代ケリー伯 6代シェルバーン伯 9代ネアーン卿 26代ケリー＝リックナウ男爵 ヘンリー・ペティ＝フィッツモーリス (1845-1927)    | 5代ランズダウン侯 6代ケリー伯 6代シェルバーン伯 9代ネアーン卿 26代ケリー＝リックナウ男爵 ヘンリー・ペティ＝フィッツモーリス (1845-1927)    | 5代ランズダウン侯 6代ケリー伯 6代シェルバーン伯 9代ネアーン卿 26代ケリー＝リックナウ男爵 ヘンリー・ペティ＝フィッツモーリス (1845-1927)    | 5代ランズダウン侯 6代ケリー伯 6代シェルバーン伯 9代ネアーン卿 26代ケリー＝リックナウ男爵 ヘンリー・ペティ＝フィッツモーリス (1845-1927)    | 5代ランズダウン侯 6代ケリー伯 6代シェルバーン伯 9代ネアーン卿 26代ケリー＝リックナウ男爵 ヘンリー・ペティ＝フィッツモーリス (1845-1927)    |  |  | 初代フィッツモーリス男爵 エドモンド・ペティ＝フィッツモーリス (1846-1935)                                                 | 初代フィッツモーリス男爵 エドモンド・ペティ＝フィッツモーリス (1846-1935)                                                 | 初代フィッツモーリス男爵 エドモンド・ペティ＝フィッツモーリス (1846-1935)                                                 | 初代フィッツモーリス男爵 エドモンド・ペティ＝フィッツモーリス (1846-1935)                                                 | 初代フィッツモーリス男爵 エドモンド・ペティ＝フィッツモーリス (1846-1935)                                                 | 初代フィッツモーリス男爵 エドモンド・ペティ＝フィッツモーリス (1846-1935)                                                 | フィッツモーリス男爵廃絶 |  |  |  |  |  |  |  |  |  |  |  |  |  |  |  |  |  |
| | | | | | |  |  | | | | | | |  |  | | | | | | |                          |  |  |  |  |  |  |  |  |  |  |  |  |  |  |  |  |  |
| | | | | | |  |  | | | | | | |  |  | | | | | | |                          |  |  |  |  |  |  |  |  |  |  |  |  |  |  |  |  |  |
| | | | | | |  |  | | | | | | |  |  | | | | | | |                          |  |  |  |  |  |  |  |  |  |  |  |  |  |  |  |  |  |
| | | | | | |  |  | 6代ランズダウン侯 7代ケリー伯 7代シェルバーン伯 10代ネアーン卿 27代ケリー＝リックナウ男爵 ヘンリー・ペティ＝フィッツモーリス (1872-1936)   | 6代ランズダウン侯 7代ケリー伯 7代シェルバーン伯 10代ネアーン卿 27代ケリー＝リックナウ男爵 ヘンリー・ペティ＝フィッツモーリス (1872-1936)   | 6代ランズダウン侯 7代ケリー伯 7代シェルバーン伯 10代ネアーン卿 27代ケリー＝リックナウ男爵 ヘンリー・ペティ＝フィッツモーリス (1872-1936)   | 6代ランズダウン侯 7代ケリー伯 7代シェルバーン伯 10代ネアーン卿 27代ケリー＝リックナウ男爵 ヘンリー・ペティ＝フィッツモーリス (1872-1936)   | 6代ランズダウン侯 7代ケリー伯 7代シェルバーン伯 10代ネアーン卿 27代ケリー＝リックナウ男爵 ヘンリー・ペティ＝フィッツモーリス (1872-1936)   | 6代ランズダウン侯 7代ケリー伯 7代シェルバーン伯 10代ネアーン卿 27代ケリー＝リックナウ男爵 ヘンリー・ペティ＝フィッツモーリス (1872-1936)   |  |  | チャールズ・ペティ＝フィッツモーリス (1874-1914)                                                                          | チャールズ・ペティ＝フィッツモーリス (1874-1914)                                                                          | チャールズ・ペティ＝フィッツモーリス (1874-1914)                                                                          | チャールズ・ペティ＝フィッツモーリス (1874-1914)                                                                          | チャールズ・ペティ＝フィッツモーリス (1874-1914)                                                                          | チャールズ・ペティ＝フィッツモーリス (1874-1914)                                                                          |                          |  |  |  |  |  |  |  |  |  |  |  |  |  |  |  |  |  |
| | | | | | |  |  | 6代ランズダウン侯 7代ケリー伯 7代シェルバーン伯 10代ネアーン卿 27代ケリー＝リックナウ男爵 ヘンリー・ペティ＝フィッツモーリス (1872-1936)   | 6代ランズダウン侯 7代ケリー伯 7代シェルバーン伯 10代ネアーン卿 27代ケリー＝リックナウ男爵 ヘンリー・ペティ＝フィッツモーリス (1872-1936)   | 6代ランズダウン侯 7代ケリー伯 7代シェルバーン伯 10代ネアーン卿 27代ケリー＝リックナウ男爵 ヘンリー・ペティ＝フィッツモーリス (1872-1936)   | 6代ランズダウン侯 7代ケリー伯 7代シェルバーン伯 10代ネアーン卿 27代ケリー＝リックナウ男爵 ヘンリー・ペティ＝フィッツモーリス (1872-1936)   | 6代ランズダウン侯 7代ケリー伯 7代シェルバーン伯 10代ネアーン卿 27代ケリー＝リックナウ男爵 ヘンリー・ペティ＝フィッツモーリス (1872-1936)   | 6代ランズダウン侯 7代ケリー伯 7代シェルバーン伯 10代ネアーン卿 27代ケリー＝リックナウ男爵 ヘンリー・ペティ＝フィッツモーリス (1872-1936)   |  |  | チャールズ・ペティ＝フィッツモーリス (1874-1914)                                                                          | チャールズ・ペティ＝フィッツモーリス (1874-1914)                                                                          | チャールズ・ペティ＝フィッツモーリス (1874-1914)                                                                          | チャールズ・ペティ＝フィッツモーリス (1874-1914)                                                                          | チャールズ・ペティ＝フィッツモーリス (1874-1914)                                                                          | チャールズ・ペティ＝フィッツモーリス (1874-1914)                                                                          |                          |  |  |  |  |  |  |  |  |  |  |  |  |  |  |  |  |  |
| | | | | | |  |  | | | | | | |  |  | | | | | | |                          |  |  |  |  |  |  |  |  |  |  |  |  |  |  |  |  |  |
| 12代ネアーン女卿 キャサリン・ビッガム (旧姓ペティ＝フィッツモーリス) (1912-1995) m.3代マージー子爵 エドワード・ビッガム | 12代ネアーン女卿 キャサリン・ビッガム (旧姓ペティ＝フィッツモーリス) (1912-1995) m.3代マージー子爵 エドワード・ビッガム | 12代ネアーン女卿 キャサリン・ビッガム (旧姓ペティ＝フィッツモーリス) (1912-1995) m.3代マージー子爵 エドワード・ビッガム | 12代ネアーン女卿 キャサリン・ビッガム (旧姓ペティ＝フィッツモーリス) (1912-1995) m.3代マージー子爵 エドワード・ビッガム | 12代ネアーン女卿 キャサリン・ビッガム (旧姓ペティ＝フィッツモーリス) (1912-1995) m.3代マージー子爵 エドワード・ビッガム | 12代ネアーン女卿 キャサリン・ビッガム (旧姓ペティ＝フィッツモーリス) (1912-1995) m.3代マージー子爵 エドワード・ビッガム |  |  | 7代ランズダウン侯 8代ケリー伯 8代シェルバーン伯 11代ネアーン卿 28代ケリー＝リックナウ男爵 チャールズ・ペティ＝フィッツモーリス (1917-1944) | 7代ランズダウン侯 8代ケリー伯 8代シェルバーン伯 11代ネアーン卿 28代ケリー＝リックナウ男爵 チャールズ・ペティ＝フィッツモーリス (1917-1944) | 7代ランズダウン侯 8代ケリー伯 8代シェルバーン伯 11代ネアーン卿 28代ケリー＝リックナウ男爵 チャールズ・ペティ＝フィッツモーリス (1917-1944) | 7代ランズダウン侯 8代ケリー伯 8代シェルバーン伯 11代ネアーン卿 28代ケリー＝リックナウ男爵 チャールズ・ペティ＝フィッツモーリス (1917-1944) | 7代ランズダウン侯 8代ケリー伯 8代シェルバーン伯 11代ネアーン卿 28代ケリー＝リックナウ男爵 チャールズ・ペティ＝フィッツモーリス (1917-1944) | 7代ランズダウン侯 8代ケリー伯 8代シェルバーン伯 11代ネアーン卿 28代ケリー＝リックナウ男爵 チャールズ・ペティ＝フィッツモーリス (1917-1944) |  |  | 8代ランズダウン侯 9代ケリー伯 9代シェルバーン伯 29代ケリー＝リックナウ男爵 ジョージ・ペティ＝フィッツモーリス (1912-1999) | 8代ランズダウン侯 9代ケリー伯 9代シェルバーン伯 29代ケリー＝リックナウ男爵 ジョージ・ペティ＝フィッツモーリス (1912-1999) | 8代ランズダウン侯 9代ケリー伯 9代シェルバーン伯 29代ケリー＝リックナウ男爵 ジョージ・ペティ＝フィッツモーリス (1912-1999) | 8代ランズダウン侯 9代ケリー伯 9代シェルバーン伯 29代ケリー＝リックナウ男爵 ジョージ・ペティ＝フィッツモーリス (1912-1999) | 8代ランズダウン侯 9代ケリー伯 9代シェルバーン伯 29代ケリー＝リックナウ男爵 ジョージ・ペティ＝フィッツモーリス (1912-1999) | 8代ランズダウン侯 9代ケリー伯 9代シェルバーン伯 29代ケリー＝リックナウ男爵 ジョージ・ペティ＝フィッツモーリス (1912-1999) |                          |  |  |  |  |  |  |  |  |  |  |  |  |  |  |  |  |  |
| 12代ネアーン女卿 キャサリン・ビッガム (旧姓ペティ＝フィッツモーリス) (1912-1995) m.3代マージー子爵 エドワード・ビッガム | 12代ネアーン女卿 キャサリン・ビッガム (旧姓ペティ＝フィッツモーリス) (1912-1995) m.3代マージー子爵 エドワード・ビッガム | 12代ネアーン女卿 キャサリン・ビッガム (旧姓ペティ＝フィッツモーリス) (1912-1995) m.3代マージー子爵 エドワード・ビッガム | 12代ネアーン女卿 キャサリン・ビッガム (旧姓ペティ＝フィッツモーリス) (1912-1995) m.3代マージー子爵 エドワード・ビッガム | 12代ネアーン女卿 キャサリン・ビッガム (旧姓ペティ＝フィッツモーリス) (1912-1995) m.3代マージー子爵 エドワード・ビッガム | 12代ネアーン女卿 キャサリン・ビッガム (旧姓ペティ＝フィッツモーリス) (1912-1995) m.3代マージー子爵 エドワード・ビッガム |  |  | 7代ランズダウン侯 8代ケリー伯 8代シェルバーン伯 11代ネアーン卿 28代ケリー＝リックナウ男爵 チャールズ・ペティ＝フィッツモーリス (1917-1944) | 7代ランズダウン侯 8代ケリー伯 8代シェルバーン伯 11代ネアーン卿 28代ケリー＝リックナウ男爵 チャールズ・ペティ＝フィッツモーリス (1917-1944) | 7代ランズダウン侯 8代ケリー伯 8代シェルバーン伯 11代ネアーン卿 28代ケリー＝リックナウ男爵 チャールズ・ペティ＝フィッツモーリス (1917-1944) | 7代ランズダウン侯 8代ケリー伯 8代シェルバーン伯 11代ネアーン卿 28代ケリー＝リックナウ男爵 チャールズ・ペティ＝フィッツモーリス (1917-1944) | 7代ランズダウン侯 8代ケリー伯 8代シェルバーン伯 11代ネアーン卿 28代ケリー＝リックナウ男爵 チャールズ・ペティ＝フィッツモーリス (1917-1944) | 7代ランズダウン侯 8代ケリー伯 8代シェルバーン伯 11代ネアーン卿 28代ケリー＝リックナウ男爵 チャールズ・ペティ＝フィッツモーリス (1917-1944) |  |  | 8代ランズダウン侯 9代ケリー伯 9代シェルバーン伯 29代ケリー＝リックナウ男爵 ジョージ・ペティ＝フィッツモーリス (1912-1999) | 8代ランズダウン侯 9代ケリー伯 9代シェルバーン伯 29代ケリー＝リックナウ男爵 ジョージ・ペティ＝フィッツモーリス (1912-1999) | 8代ランズダウン侯 9代ケリー伯 9代シェルバーン伯 29代ケリー＝リックナウ男爵 ジョージ・ペティ＝フィッツモーリス (1912-1999) | 8代ランズダウン侯 9代ケリー伯 9代シェルバーン伯 29代ケリー＝リックナウ男爵 ジョージ・ペティ＝フィッツモーリス (1912-1999) | 8代ランズダウン侯 9代ケリー伯 9代シェルバーン伯 29代ケリー＝リックナウ男爵 ジョージ・ペティ＝フィッツモーリス (1912-1999) | 8代ランズダウン侯 9代ケリー伯 9代シェルバーン伯 29代ケリー＝リックナウ男爵 ジョージ・ペティ＝フィッツモーリス (1912-1999) |                          |  |  |  |  |  |  |  |  |  |  |  |  |  |  |  |  |  |
| 4代マージー子爵 13代ネアーン卿 リチャード・ビッガム (1934–2006)                                                         | 4代マージー子爵 13代ネアーン卿 リチャード・ビッガム (1934–2006)                                                         | 4代マージー子爵 13代ネアーン卿 リチャード・ビッガム (1934–2006)                                                         | 4代マージー子爵 13代ネアーン卿 リチャード・ビッガム (1934–2006)                                                         | 4代マージー子爵 13代ネアーン卿 リチャード・ビッガム (1934–2006)                                                         | 4代マージー子爵 13代ネアーン卿 リチャード・ビッガム (1934–2006)                                                         |  |  | | | | | | |  |  | 9代ランズダウン侯 10代ケリー伯 10代シェルバーン伯 30代ケリー＝リックナウ男爵 チャールズ・ペティ＝フィッツモーリス (1941-) | 9代ランズダウン侯 10代ケリー伯 10代シェルバーン伯 30代ケリー＝リックナウ男爵 チャールズ・ペティ＝フィッツモーリス (1941-) | 9代ランズダウン侯 10代ケリー伯 10代シェルバーン伯 30代ケリー＝リックナウ男爵 チャールズ・ペティ＝フィッツモーリス (1941-) | 9代ランズダウン侯 10代ケリー伯 10代シェルバーン伯 30代ケリー＝リックナウ男爵 チャールズ・ペティ＝フィッツモーリス (1941-) | 9代ランズダウン侯 10代ケリー伯 10代シェルバーン伯 30代ケリー＝リックナウ男爵 チャールズ・ペティ＝フィッツモーリス (1941-) | 9代ランズダウン侯 10代ケリー伯 10代シェルバーン伯 30代ケリー＝リックナウ男爵 チャールズ・ペティ＝フィッツモーリス (1941-) |                          |  |  |  |  |  |  |  |  |  |  |  |  |  |  |  |  |  |
| 4代マージー子爵 13代ネアーン卿 リチャード・ビッガム (1934–2006)                                                         | 4代マージー子爵 13代ネアーン卿 リチャード・ビッガム (1934–2006)                                                         | 4代マージー子爵 13代ネアーン卿 リチャード・ビッガム (1934–2006)                                                         | 4代マージー子爵 13代ネアーン卿 リチャード・ビッガム (1934–2006)                                                         | 4代マージー子爵 13代ネアーン卿 リチャード・ビッガム (1934–2006)                                                         | 4代マージー子爵 13代ネアーン卿 リチャード・ビッガム (1934–2006)                                                         |  |  | | | | | | |  |  | 9代ランズダウン侯 10代ケリー伯 10代シェルバーン伯 30代ケリー＝リックナウ男爵 チャールズ・ペティ＝フィッツモーリス (1941-) | 9代ランズダウン侯 10代ケリー伯 10代シェルバーン伯 30代ケリー＝リックナウ男爵 チャールズ・ペティ＝フィッツモーリス (1941-) | 9代ランズダウン侯 10代ケリー伯 10代シェルバーン伯 30代ケリー＝リックナウ男爵 チャールズ・ペティ＝フィッツモーリス (1941-) | 9代ランズダウン侯 10代ケリー伯 10代シェルバーン伯 30代ケリー＝リックナウ男爵 チャールズ・ペティ＝フィッツモーリス (1941-) | 9代ランズダウン侯 10代ケリー伯 10代シェルバーン伯 30代ケリー＝リックナウ男爵 チャールズ・ペティ＝フィッツモーリス (1941-) | 9代ランズダウン侯 10代ケリー伯 10代シェルバーン伯 30代ケリー＝リックナウ男爵 チャールズ・ペティ＝フィッツモーリス (1941-) |                          |  |  |  |  |  |  |  |  |  |  |  |  |  |  |  |  |  |
| マージー子爵ビッガム家へ                                                                                                | | | | | |  |  | | | | | | |  |  | | | | | | |                          |  |  |  |  |  |  |  |  |  |  |  |  |  |  |  |  |  |
| | | | | | |  |  | | | | | | |  |  | ケリー伯(儀礼称号) サイモン・ペティ＝フィッツモーリス (1970-)                                                             | | | | | |                          |  |  |  |  |  |  |  |  |  |  |  |  |  |  |  |  |  |